# فرمانت (ویرجینیای غربی)
فرمانت (به انگلیسی: Fairmont) مرکز شهرستان ماریون در ویرجینیای غربی، ایالات متحدهٔ آمریکا است. این شهر؛ شهر صمیمی لقب گرفته و جمعیت آن طبق آمار سال ۲۰۱۰ میلادی ۱۸۷۰۴ نفر است.

## جغرافی
فرمانت در موقعیت جغرافیایی ۳۹°۲۸′۵۳″ شمالی ۸۰°۸′۳۶″ غربی / ۳۹٫۴۸۱۳۹°شمالی ۸۰٫۱۴۳۳۳°غربی قرار دارد. رودخانه‌های تایگرت ولی و وست فورک در فرمانت به هم می‌پیوندند و رودخانه منانگهیلا را می‌سازند. نهر بوفالو یکی از ریزآبه‌های رودخانهٔ مونونگاهلا است که از شمال فرمانت می‌گذرد.
بنابر اطلاعات یگان مهندسان نیروی زمینی ایالات متحده، فرمانت ویرجینیای غربی دورترین شهر بندری ایالات متحده به اقیانوس (۲۰۸۵ مایل) از راه آبی درون خشکی می‌باشد.
بنا بر ادارهٔ آمار ایالات متحده مساحت این شهر ۲۳/۳۱ کیلومتر مربع است که ۲۲/۲۳ کیلومتر مربع آن خشکی و ۰/۹۸ کیلومتر مربع آب است.

## فرودگاه
فرودگاه شهری فرمانت یک فرودگاه عمومی است که در چهار کیلومتری جنوب غربی مرکز تجاری فرمانت قرار دارد.

## آمار ۲۰۱۰
بنابر آمار ۲۰۱۰، ۱۸۷۰۴ نفر، ۸۱۳۳ خانوار و ۴۴۲۴ خانواده در این شهر زندگی می‌کنند. تراکم جمعیت فرمانت ۸۳۷/۸ نفر در کیلومتر مربع است. تراکم تعداد واحدهای مسکونی ۴۱۲/۱ واحد مسکونی در کیلومتر مربع است. ترکیب نژادی این شهر عبارت است از ۸۸/۹% سفیدپوست، ۷/۵% سیاهپوست، ۰/۲ سرخپوست، ۰/۶ زردپوست، ۱/۴% لاتین از نژادهای گوناگون، ۰/۴% از نژادهای دیگر و ۲/۳% دورگه.
از میان ۸۱۳۳ خانوار ۲۴/۱% دارای فرزند زیر ۱۸ سال هستند که با خانوار زندگی می‌کند و ۳۷/۷% زوج‌های مزدوج هستند که با هم زندگی می‌کنند و ۱۲/۵% از خانوارها دارای سرپرست خانوار زن بدون شوهر و ۴/۲% از خانواده‌ها دارای سرپرست خانوار مرد بدون همسر و ۴۵/۶% بدون خانواده هستند. ۳۶% از خانوارها تک نفره هستند و ۱۴/۱% دارای عضوی ۶۵ ساله یا پیرتر هستند. میانگین تعداد عضوهای هر خانوار ۲/۱۶ و میانگین تعداد عضوهای هر خانواده ۲/۸۳ نفر است.
میانگین سن شهر ۳۶/۸ سال است. ۱۸% از ساکنین شهر زیر ۱۸ سال، ۱۶/۲% بین ۱۸ تا ۲۴ سال، ۲۵% بین ۲۵ تا ۴۴ سال، ۲۴/۴% بین ۴۵ تا ۶۴ و ۱۶/۵% ۶۵ سال یا بالاتر سن دارند. ترکیب جنسیتی شهر ۴۸/۲% مرد و ۵۱/۸% زن هستند.

## آمار سال ۲۰۰۰
بنابر آمار سال ۲۰۰۰، ۱۹۰۹۷ نفر، ۸۴۴۷ خانوار و ۴۶۷۱ خانواده در این شهر زندگی می‌کردند. تراکم جمعیت ۹۴۱/۷ نفر در کیلومتر مربع بوده است و ۹۷۵۵ خانه با میانگین ۴۸۱ خانه در کیلومتر مربع وجود داشته است. ترکیب جمعیتی شهر عبارت بوده است از ۹۰/۱۶% سفیدپوست، ۷/۲۶% سیاهپوست، ۰/۲۶% سرخپوست، ۰/۶۱% زردپوست، ۰/۰۲% بومیان جزایر اقیانوس آرام، ۰/۸۲% لاتین از نژادهای گوناگون، ۰/۲% از نژادهای دیگر و ۱/۴۹% دو رگه بوده‌اند.
از میان ۸۴۴۷ خانوار ۲۱/۴% دارای فرزند زیر ۱۸ سال، ۴۰/۲% از خانوارها زن و شوهر، ۱۱/۷% از سرپرست خانوارها زنان بدون شوهر، ۴۴/۷% بدون خانواده، ۳۶/۴% از خانوارها تکنفره، ۱۶/۸% هم دارای عضوی با سن ۶۵ سال یا پیرتر بوده‌اند. اندازهٔ میانگین خانوار ۲/۱۶ نفر و اندازهٔ میانگین خانواده ۲/۸۳ نفر بوده است.
۱۸/۴% از جمعیت زیر ۱۸ سال، ۱۴/۹% از ۱۸ تا ۲۴ سال، ۲۴/۱% از ۲۵ تا ۴۴ سال، ۲۲/۲% از ۴۵ تا ۶۵ سال و ۲۰/۴% دارای ۶۵ سال یا بیشتر بوده‌اند. میانگین سن افراد در این شهر ۳۹ سال بوده است.
در برابر هر ۱۰۰ زن ۸۷ مرد و در برابر هر ۱۰۰ زن بالای ۱۸ سال ۸۳/۳ مرد وجود داشته است.
میانگین درآمد هر خانوار ۲۵۶۲۸ دلار و میانگین درآمد برای هر خانواده ۳۷۱۲۶ دلار بوده است. مردان دارای درآمد میانگین ۲۷۹۴۴ دلار بوده‌اند و زنان ۲۰۴۰۱ دلار درآمد سرانه نیز ۱۶۰۶۲ دلار بوده است. تقریباً ۱۲/۶% از خانواده‌ها و ۲۰/۱% جمعیت زیر خط فقر بوده‌اند که ۲۲% از آنها زیر ۱۸ سال و ۹/۷% آنها دارای ۶۵ سال یا بیشتر بوده‌اند.

## دستگاه حکومتی
فرمانت به وسیلهٔ مدیریت شورای شهر اداره می‌شود و شهردار ریاست شورای شهر را به عهده دارد. شورای شهر و مدیر شورای شهر به کارهای روزانه شهر رسیدگی می‌کنند. شهردار کنونی، رونالد جی (رن)استریت، در ژانویه ۲۰۱۳ به مدت دو سال به این سمت برگزیده شد.